# Mason Aguirre
Mason Singer Aguirre (* 10. November 1987 in Duluth) ist ein ehemaliger US-amerikanischer Snowboarder. Er startete in den Freestyledisziplinen.

## Werdegang
Aguirre nahm von 2002 bis 2014 an Wettbewerben der World Snowboard Tour und der FIS teil. Dabei wurde er in der Saison 2003/04 bei den Winter-X-Games 2004 in Aspen Siebter und bei den Burton US Open Vierter in der Halfpipe. Zudem absolvierte er in Sapporo seinen ersten von insgesamt vier Weltcups, welchen er auf dem 14. Platz in der Halfpipe beendete. In der folgenden Saison erreichte er mit Platz zwei in der Halfpipe in Lake Placid seine einzige Podestplatzierung im Weltcup und kam bei den Winter-X-Games 2005 erneut auf den siebten Platz. Nach Platz zwei beim U.S. Snowboarding Grand Prix in der Halfpipe in Breckenridge zu Beginn der Saison 2005/06, errang er am Mount Bachelor den dritten Platz im Slopestyle sowie den zweiten Platz in der Halfpipe. Bei den Winter-X-Games 2006 gewann er die Silbermedaille in der Halfpipe. Beim Saisonhöhepunkt, den Olympischen Winterspielen 2006 in Turin, wurde er Vierter in der Halfpipe. Zum Saisonende kam er bei den Burton US Open auf den dritten Platz in der Halfpipe. Zu Beginn der Saison 2006/07 siegte er bei den Burton New Zealand Open im Snow Park und errang beim U.S. Snowboarding Grand Prix in Breckenridge den zweiten Platz in der Halfpipe. Im weiteren Saisonverlauf wurde er bei den X-Trail Nippon Open Dritter im Slopestyle und holte bei den Winter-X-Games 2007 die Bronzemedaille in der Halfpipe. In der Saison 2007/08 siegte er bei den Burton New Zealand Open im Slopestyle und belegte bei den Winter-X-Games 2008 den achten Platz im Slopestyle sowie den vierten Rang in der Halfpipe. Außerdem errang er bei den Burton US Open den zweiten Platz in der Halfpipe. In der folgenden Saison triumphierte er bei den Burton Australian Open im Perisher Blue in der Halfpipe und kam bei den Winter-X-Games 2009 auf den 16. Platz im Slopestyle sowie auf den fünften Rang in der Halfpipe. Nach Platz acht bei der Winter Dew Tour in Breckenridge zu Beginn der Saison 2010/11, wurde er Dritter bei der Winter Dew Tour in Killington und errang bei den Winter-X-Games 2011 den 11. Platz in der Halfpipe. Bei den Winter-X-Games-Europe 2011 in Tignes belegte er den siebten Rang in der Halfpipe. In den folgenden Jahren kam er bei den Snowboard-Weltmeisterschaften 2012 in Oslo auf den 24. Platz und bei den Winter-X-Games 2014 auf den 15. Rang in der Halfpipe.

## Teilnahmen an Weltmeisterschaften und Olympischen Winterspielen

### Olympische Winterspiele
- 2006 Turin: 4. Platz Halfpipe

### Snowboard-Weltmeisterschaften
- 2012 Oslo: 24. Platz Halfpipe